# Hosasău
Hosasău (węg. Hosszúaszó) – wieś w Rumunii, w okręgu Harghita, w gminie Leliceni. W 2011 roku pozostawała niezamieszkana.